# Tlatoani di Tenochtitlán
Elenco dei tlatoque (plurale di tlatoani) di Tenochtitlán, spesso chiamati "imperatori aztechi".

## Periodo pre-coloniale
| Tlatoani                                                                        | Immagine | Nascita                                                          | Morte                               |
| ------------------------------------------------------------------------------- | -------- | ---------------------------------------------------------------- | ----------------------------------- |
| Acamapichtli                                                                    |          | Tizaapan figlio di Opochtli Iztahuatzin e Atotoztli di Culhuacan |                                     |
| Huitzilíhuitl 5 serpente (22 gennaio) 3 canne (1391) – 1 canne (1415)           |          | figlio di Acamapichtli e Tezcatlan Miyahuatzin                   | 1 canne (1415)                      |
| Chimalpopoca 3 serpente (21 luglio) 1 canne (1415) – 12 coniglio (1426)         |          | figlio di Huitzilíhuitl e Miyahuaxochtzin di Tiliuhcan           | 12 coniglio (1426)                  |
| Itzcóatl 13 acqua (22 giugno) 13 canne (1427) – 13 selce (1440)                 |          | figlio di Acamapichtli e di una cittadina comune di Azcapotzalco | 13 selce (1440)                     |
| Montezuma I il Vecchio 3 serpente (22 maggio) 13 selce (1440) – 2 selce (1468)  |          | figlio di Huitzilíhuitl e Miyahuaxihuitl di Cuernavaca           | 2 selce (1468)                      |
| Axayacatl 2 pioggia (2 agosto) 3 casa (1469) – 2 casa (1481)                    |          | figlio di Tezozomoctli e Atotoztli                               | 2 casa (1481)                       |
| Tízoc 6 avvoltoio (2 giugno) 2 casa (1481) – 7 coniglio (1486)                  |          | figlio di Tezozomoctli e Atotoztli                               | 7 coniglio (1486)                   |
| Ahuitzotl 10 coniglio (15 aprile) 7 coniglio (1486) – 10 coniglio (1502)        |          | figlio di Tezozomoctli e Atotoztli                               | 10 coniglio (1502)                  |
| Montezuma II il Giovane 9 cervo (14 aprile) 10 coniglio (1502) – 2 selce (1520) |          | figlio di Axayacatl                                              | 2 selce (1520)                      |
| Cuitláhuac 5/8 vento (16 settembre) 2 selce (1520)                              |          | figlio di Axayacatl e di una nobile di Itztapalapan              | 2 selce (3 dicembre) 2 selce (1520) |
| Cuauhtémoc Izcalli/febbraio 3 casa (1521) – 7 casa (1525)                       |          | figlio di Ahuitzotl                                              | 7 casa (27 febbraio 1525) Acalan    |

### Linea di successione dei Tlatoani di Tenochtitlán
|                           |                            |                            |                          |                       |                       |                         |                         |
|                           |                            | Acamapichtili *1375 † 1390 |                          |                       |                       |                         |                         |
|                           |                            |                            |                          |                       |                       |                         |                         |
|                           |                            |                            |                          |                       |                       |                         |                         |
|                           | Huitzilíhuitl *1391 † 1415 | Huitzilíhuitl *1391 † 1415 |                          | Itzcóatl *1427 † 1440 | Itzcóatl *1427 † 1440 |                         |                         |
|                           |                            |                            |                          |                       |                       |                         |                         |
|                           |                            |                            |                          |                       |                       |                         |                         |
| Chimalpopoca *1415 † 1426 | Chimalpopoca *1415 † 1426  | Montezuma I *1440 † 1468   | Montezuma I *1440 † 1468 | Tezozomoc             | Tezozomoc             |                         |                         |
|                           |                            |                            |                          |                       |                       |                         |                         |
|                           |                            |                            |                          |                       |                       |                         |                         |
|                           |                            | Axayacatl *1469 † 1481     | Axayacatl *1469 † 1481   | Tízoc *1481 † 1486    | Tízoc *1481 † 1486    | Ahuitzotl *1486 † 1502  | Ahuitzotl *1486 † 1502  |
|                           |                            |                            |                          |                       |                       |                         |                         |
|                           |                            |                            |                          |                       |                       |                         |                         |
|                           | Montezuma II *1502 † 1520  | Montezuma II *1502 † 1520  | Cuitláhuac *† 1520       | Cuitláhuac *† 1520    |                       | Cuauhtémoc *1521 † 1525 | Cuauhtémoc *1521 † 1525 |

## Periodo coloniale
| Tlatoani                                                                    | Immagine | Nascita                              | Morte                       | Note                                                                             |
| --------------------------------------------------------------------------- | -------- | ------------------------------------ | --------------------------- | -------------------------------------------------------------------------------- |
| Juan Velázquez Tlacotzin 7 casa (1525)                                      |          |                                      | 7 casa (1525) Nochiztlan    | Insediato da Hernán Cortés a Huey Mollan. Morì prima del ritorno a Tenochtitlan. |
| Andrés de Tapia Motelchiuh 7 casa (1525) – 12 coniglio (1530)               |          |                                      | 12 coniglio (1530) Aztatlan | Insediato a Huey Mollan. Un quauhtlatoani (re ad interim).                       |
| Pablo Xochiquentzin 1 selce (1532) – 5 selce (1536)                         |          |                                      | 5 selce (1536)              | Un quauhtlatoani (re ad interim).                                                |
| Diego de Alvarado Huanitzin 7 coniglio (1539) – 10 casa (1541)              |          | figlio di Tezozomoctli Aculnahuacatl | 10 casa (1541)              |                                                                                  |
| Diego de San Francisco Tehuetzquititzin 10 casa (1541) – 10 coniglio (1554) |          | figlio di Tezcatl Popocatzin         | 10 coniglio (1554)          |                                                                                  |
| Esteban de Guzmán 10 coniglio (1554) – 13 casa (1557)                       |          | Xochimilco                           |                             | Non un tlatoani, ma un giudice (juez).                                           |
| Cristóbal de Guzmán Cecetzin 13 casa (1557) – 5 coniglio (1562)             |          | figlio di Diego Huanitzin            | 5 coniglio (1562)           | Insediato da Esteban de Guzmán.                                                  |
| Luis de Santa María Nanacacipactzin 6 canne (1563) – 8 casa (1565)          |          |                                      | 8 casa (1565)               |                                                                                  |